# اديسواف سيزيبلمان
اديسواف سيزيبلمان (بالبولندية: Władysław Szpilman)‏ عازف بيانو بولندي وملحن كلاسيكي من أصل يهودي. يُعرف سيزيبلمان على نطاق واسع بالشخصية المركزية في فيلم رومان بولانسكي الروماني عازف البيانو، الذي استند إلى السيرة الذاتية لسيزيبلمان حول كيف نجا من الاحتلال الألماني في وارسو والإبادة الجماعية التي وقعت خلال الحرب العالمية الثانية والتي قُتِل فيها ما يقرب من ستة ملايين يهودي أوروبي.

## روابط خارجية
- اديسواف سيزيبلمان على موقع IMDb (الإنجليزية)
- اديسواف سيزيبلمان على موقع ميوزك برينز (الإنجليزية)
- اديسواف سيزيبلمان على موقع أول موفي (الإنجليزية)
- اديسواف سيزيبلمان على موقع ديسكوغز (الإنجليزية)
- اديسواف سيزيبلمان على موقع قاعدة بيانات الفيلم (الإنجليزية)